# Motorway M898
L'autostrada M898 (in inglese M898 motorway e in gaelico scozzese M898 mòr-rathad) è un'raccordo autostradale britannico che collega la M8 al ponte di Erskine.
L'estremità nord dell'autostrada è l'uscita per la A726, presso il punto in cui, prima del 1° aprile 2006, si trovava il casello per il pagamento del pedaggio sul ponte di Erskine.
Lungo tutta la sua estensione non ci sono corsie di emergenza.

## Tabella percorso
|      |                  |     |  |  |  |
| Tipo | Indicazione      | km  |  |  |  |
|      |                  | 0   |  |  |  |
|      | Erskine          | 1,6 |  |  |  |
|      | Ponte di Erskine | 1,6 |  |  |  |